# Història de l'espasa

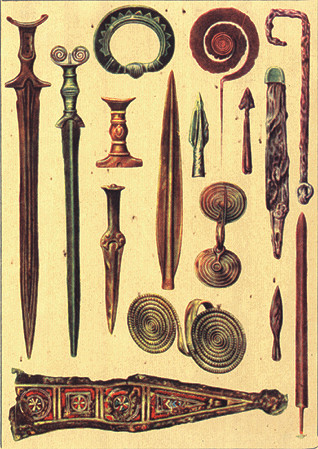
Armes de l'edat de Bronze, Romania

Els diferents tipus d'espases han tingut una gran importància al llarg de la història. A més del seu ús com a arma, l'espasa ha estat objecte de consideracions especials formant part de rituals funeraris, de la mitologia i de diverses tradicions.
La fabricació d'una espasa (de bronze o d'aliatges de ferro) d'una certa qualitat exigeix un determinat grau de domini en la metal·lúrgia (obtenció de metalls i aliatges a partir dels minerals de les mines), de les tècniques de conformació (colada i forja) i dels tractaments tèrmics. Sense oblidar els aspectes artístics o les artesanies relacionades amb els complements (beines, cinturons, xarpes, poms, decoració, ...).

## Detalls de la cronologia
La present cronologia inclou documents diversos i relativament dispars. La necessitat d'agrupar-los en una llista única respon a la voluntat de simplificar.

## Cronologia (fins a l'Era Cristiana)

### Daga deTutankamon

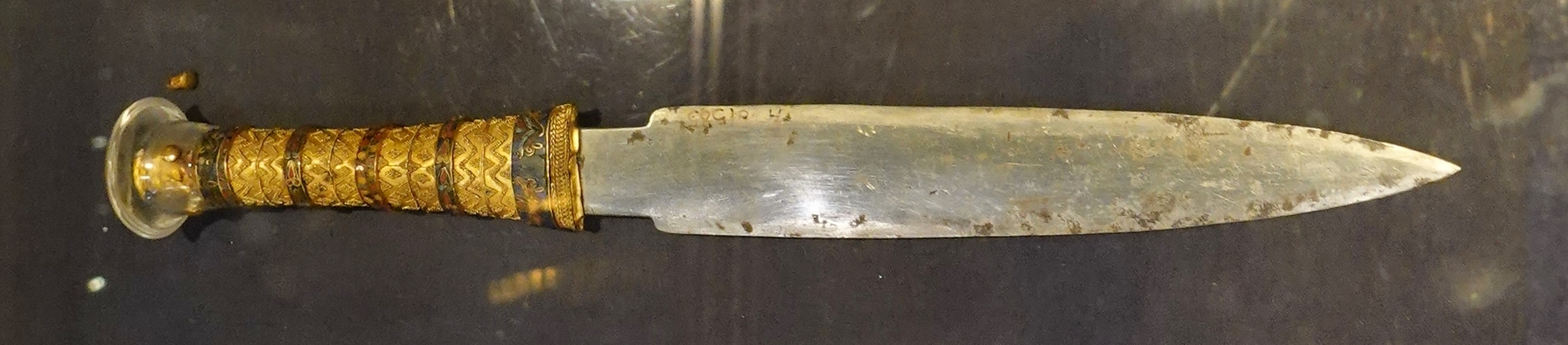
Daga d'acer de Tutankamon.

- c 1325 aC. Entre els objectes de la tomba de Tutankamon es va trobar una daga amb la fulla feta d'un aliatge d'origen meteòric, amb contingut de níquel i cobalt.[1]

### Espases de bronze

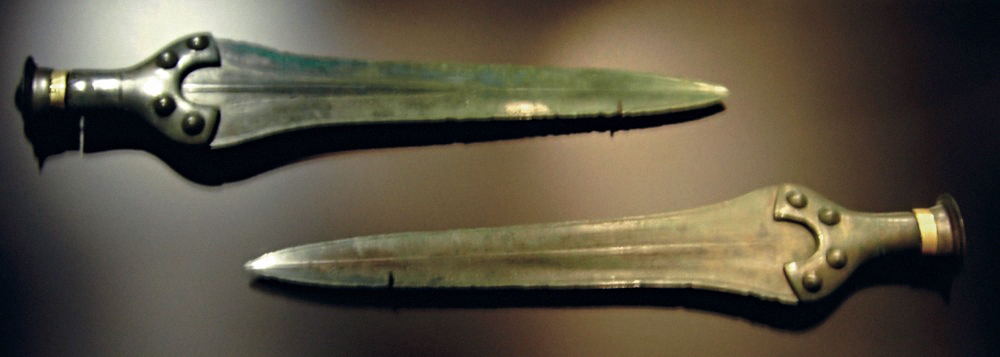
Espases de bronze trobades al costat del disc celeste de Nebra.

Les primeres espases de bronze amb una llargària igual o superior als 60 cm daten del segle XVII aC en regions de la mar Negra i de la mar Egea. Sorgiren com una evolució d'armes més curtes de la mena de les dagues o punyals. Per a fabricar una espasa útil en combat cal disposar d'un aliatge correcte, donar-li la forma adequada i aplicar els tractaments tèrmics (i d'acabat) necessaris. Com més llarga és una espasa, els esforços (flexió i vinclament) són més importants. El que cal és una arma que sigui prou dura (per a tallar), prou flexible (sense ser fràgil) i prou tenaç per a resistir els cops en les lluites.
El procés de fabricació, de forma resumida, és el següent: Les espases de bronze es colaven en motlles, s'escalfaven a una certa temperatura i es deixaven refredar lentament. Finalment es treballaven en fred (colpejant-les amb un martell sobre una mena d'enclusa) per a augmentar la seva duresa.
- c.1275 aC. Espasa assíria de bronze, amb inscripcions.[2]
- c.650 aC. Segons Pausànias, Teodor de Samos va "inventar" la colada d'objectes en bronze.[3]

### Segle V aC-segle V dC

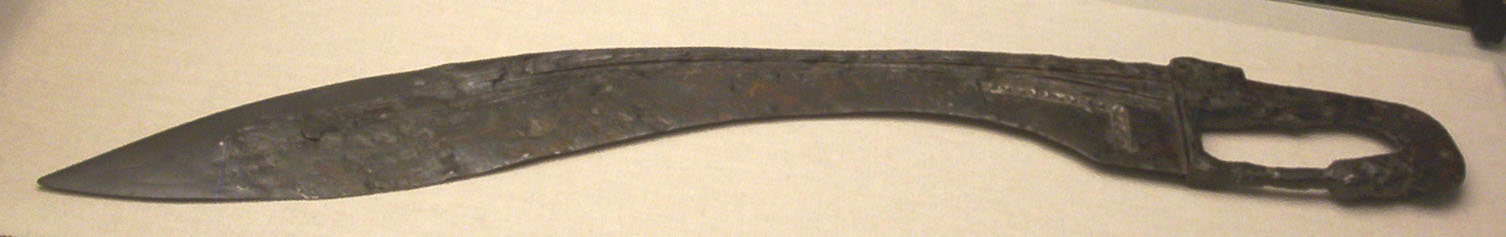
Una falcata del

- c.450 aC. Heròdot. Esmentà espases de ferro (com a representació del déu Ares/Mart) en túmuls escites.
- c.401 aC. Ctèsies de Cnidos. Va descriure l'acer indi (acer wootz) i dues espases fetes amb aqueix material.[4]
- 326 aC. Batalla del riu Hidaspes. Alexandre derrotà el rei Porus. Aquest li va donar uns 10 kg d'"acer indi" (acer wootz).[5]
- c.230 aC. Filó de Bizanci, en el seu tractat Belopoeica (artilleria), comenta la flexibilitat de les espases dels celtes i dels ibers a Hispania.[6][7][8] Un comportament elàstic, com el d'una molla, implicaria contingut d'acer trempat en les espases esmentades.[9][10][11][12]
- 216 aC. Batalla de Cannes. Polibi descrigué les espases dels ibers (de tall i estocada) i dels gals (només de tall).[13]
- 197 aC. Els cenomans i els ínsubres (pobles de la Gàl·lia Cisalpina) foren derrotats pels romans, comanats per Gai Corneli Cetege prop del riu Clusius (potser el riu Brembo actual). Malgrat la superioritat numèrica dels gals, les seves espases es doblegaven al primer cop i calia adreçar-les. Els romans aprofitaren aquesta debilitat per a guanyar la batalla.[14]
- c.20 aC. Diodor de Sicília fou un historiador grec de Sicília que va viure al segle i aC, contemporani de Juli Cèsar i August. Els seus comentaris sobre les espases dels celtibers indiquen les qualitats de tall i un aspecte de la seva fabricació.[15]
- c.5 aC. Graci Falisc, en el seu poema Cynegeticon, esmenta els coltells de Toledo: "...Ima toledano praecingunt ilia cultro...".[16][17]

## Era cristiana
- c.50. Plini el Vell. Tipus de ferro. Importància de l'aigua en el tremp de l'acer.[18][19][20][21][22]
- c.90 dC El poeta Marcial, nat a Bílbilis (prop Calataiud), vantava l'acer de la seva pàtria, millor que el dels calibis i el de Noricum.[23][24]

### Època medieval

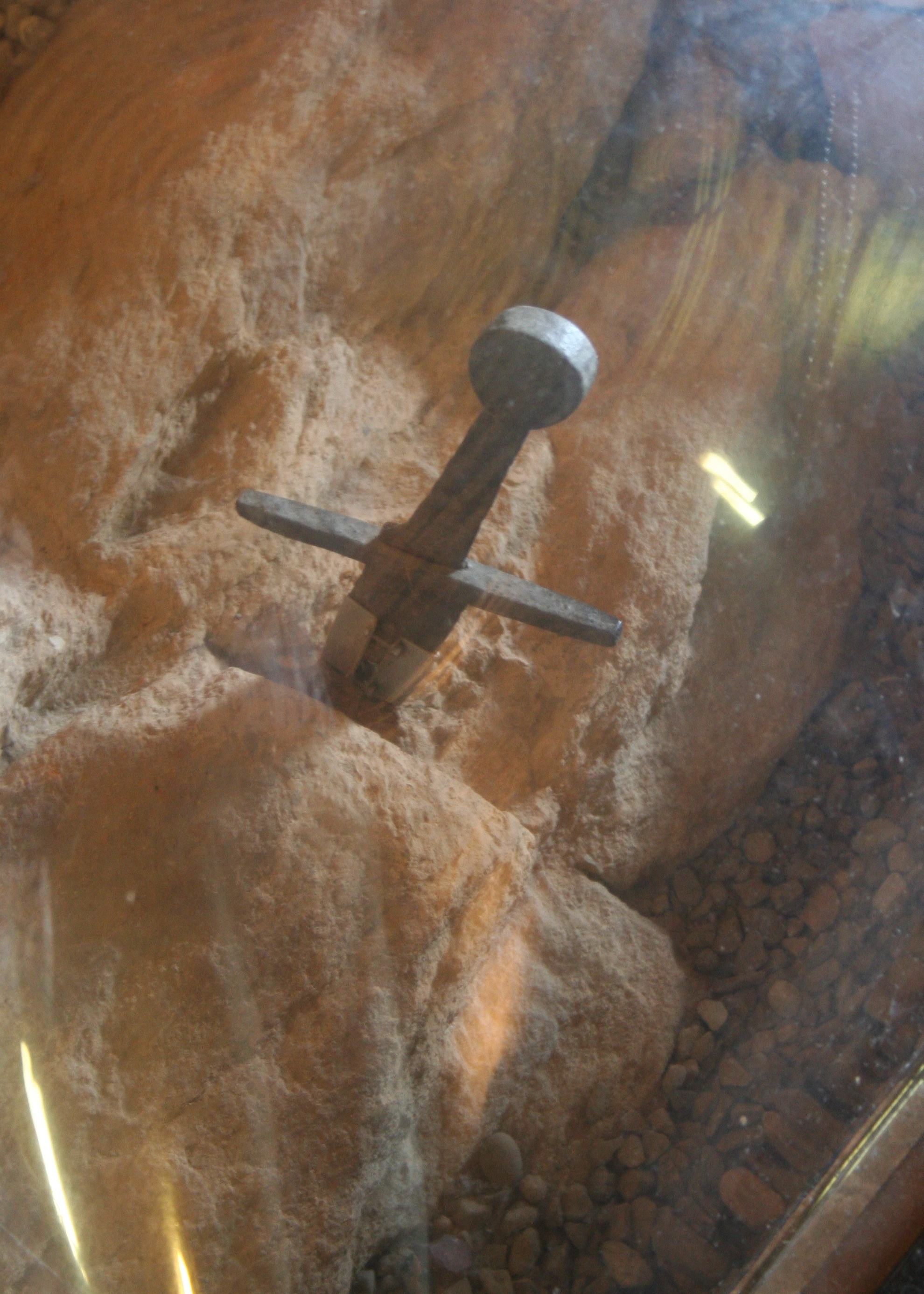
Espasa de sant Galgano clavada a la roca. Any 1181.

- c.500. Excavació arqueològica prop de Nydam (Dinamarca) amb unes 90 espases del tipus de "fulla soldada" ("pattern-welded" en anglès). Es consideren importades.[25]
- c.700. Segons una llegenda japonesa procedent de la província de Yamato, l'espaser Amakuni  estava preocupat perquè moltes espases es trencaven en la batalla. I després de dies de feina i pregària va modificar el procés de forja i tremp aconseguint unes espases corbades i que no es trencaven en el combat.[26]
- 796. L'emperador Carlemany va obsequiar el rei Offa de Mèrcia una espasa fabricada pels huns, obtinguda com a botí de guerra.[27]
- 802. Harun ar-Raixid posseïa una espasa de gran qualitat, anomenada Samsam o Samsamah. Suposadament es tractava d'una espasa que havia pertangut a un rei del Iemen. L'emperador grec Nicèfor I li va trametre unes quantes espases de fabricació grega, indicant que ja no volia pagar el tribut. Harun les va trencar totes amb la seva espasa Samsam, sense que aqueixa no s'esmussés gens ni mica.[28][29]
- c.850. Abu Yusuf ben Ishaq al-Kindi descriu les espases de Damasc.[30]
- c.900. Primeres documentacions de la katana. Mestre Yasu-tsuna (de Hoki).[31]
- 966. Ambaixada de Borrell II a Al-Hàkam II. Obsequi de 100 espases "franques", molt famoses i temudes.[32]
- 1090. En el testament del comte Ermengaudo de Gerp atorgat el 1090, donava al seu fill, entre altres coses, “una espasa rescatada en 2000 mancusos de molt bon or de València”.[33]
- 1100. L'espasa de Godefroy de Bouillon era famosa. Es guardava al temple del Sant Sepulcre.[34]
- 1146. Primeres referències clares de la naginata.[35]
- 1233. Jaume I esmenta l'espasa anomenada Tisó (forjada a Montsó) en el setge de Borriana.[36][37]
- 1248. Espasa Lobera del rei Ferran III de Castella.[38]
- 1274. Espasa del cavaller en Soler de Vilardell (Espasa de Vilardell). Una espasa considerada màgica, "de virtut" o "constil·lada". Les seves qualitats de tall indiquen un procés de fabricació molt reeixit.[39]
- 1283. Mestre d'esgrima a València.[40]
- 1321. Espasers esmentats a Pisa. “...li homini dell' arte delli spatari...”[41]
- 1323-1325. Ordinacions dels ferrers (espasers) de Barcelona.[42]
  - “Que tot farrer haje a ffer los ferres de les llances ben acerats"
  - “Item que tot farrer qui faça spases, farrers de lança, de darts e de passadors, los hajen a fer ben acerats e ab llur senyal"
- 1370. Testament de Pere el Cerimoniós. Espasa de Sant Martí i espasa de Vilardell. També les espases Tisó, Triveta, Clareta i Cistall.[43]
- 1392. Ibn Hudhayl, en la seva obra "Gala de caballeros y blasón de paladines", esmenta dues menes d'espases de qualitat: les d'acer indi i les dels francs (catalans). Aquestes darreres amb qualitats excepcionals i suposadament forjades per genis.[44]
- 1425. Els espasers de València demanaren confirmació de les seves ordinacions, copiades de les dels espasers de Barcelona.
  - ...Item. Senyor los dits privilegis, capítols e ordinacions vees(?) plaurets a Déu a justícia (e) egualtat car axí son stats obtenguts per la spaseria de ciutat vostra de Barchinonae per vos atorgats (a) aquella segons han pres los prohomens de la spaseria de la dita vostra ciutat de Valencia...1425...Alfonsi Dei gratia Regis Aragonum, Sicilie, Valencie, Majoricam, Sardinie et ...[45]
  - Examen dels aspirants a mestres espasers:

Havien de presentar “4 fulles d'espases e recapte per a guarniment de aquelles. Ço és la una fulla de dues mans la qual haie a guarnir vermella. E l'altra fulla sia de una mà la qual haie a esser guarnida mitadada de dues colors. E l'altra de una mà que sia buydada e guarnida tota negra. E la quarta ço és un estoch d'armes tot blanch los quals guarniments se vien(?) e haien a fer per lo volent usa(n)t de la dita spaseria dins la casa e habitació de un dels dits diputats...”.
- 1433. Barcelona. En el "Llibre dels consells" del gremi d'espasers s'indica la manera de trempar les fulles de les espases.[46]
  - En el foli f_099r i altres del "Llibre gremial dels espasers" es parla de “confrare ho confraressa”. Aparentment una dona podia pertànyer a la confraria dels espasers. Potser només com a esposa o viuda d'un espaser.[47]

### 1450-1700

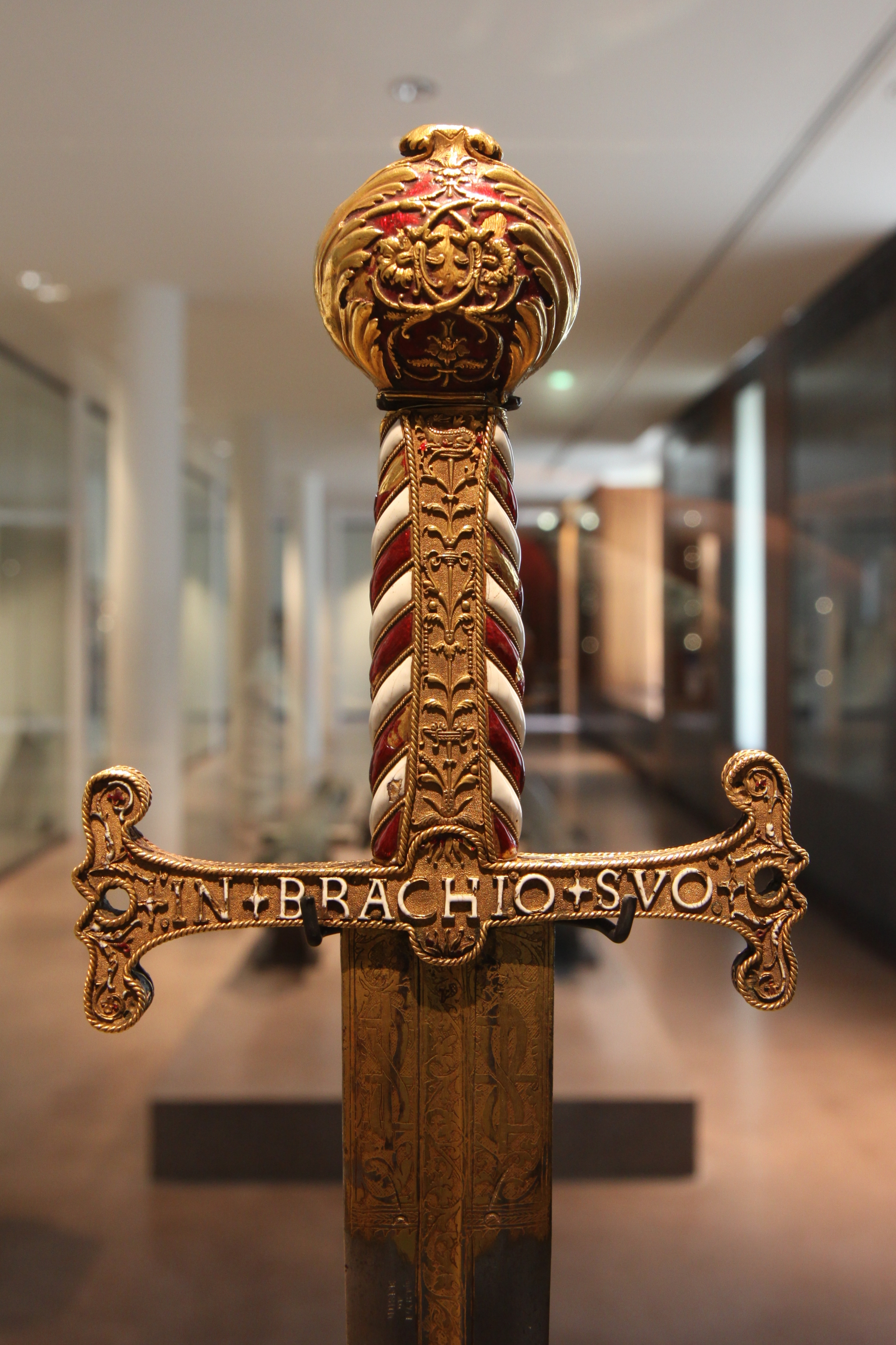
Mantí de l'espasa de Francesc I de França exposada al Musée de l'Armée a París. Forjada a València per Antonivs.

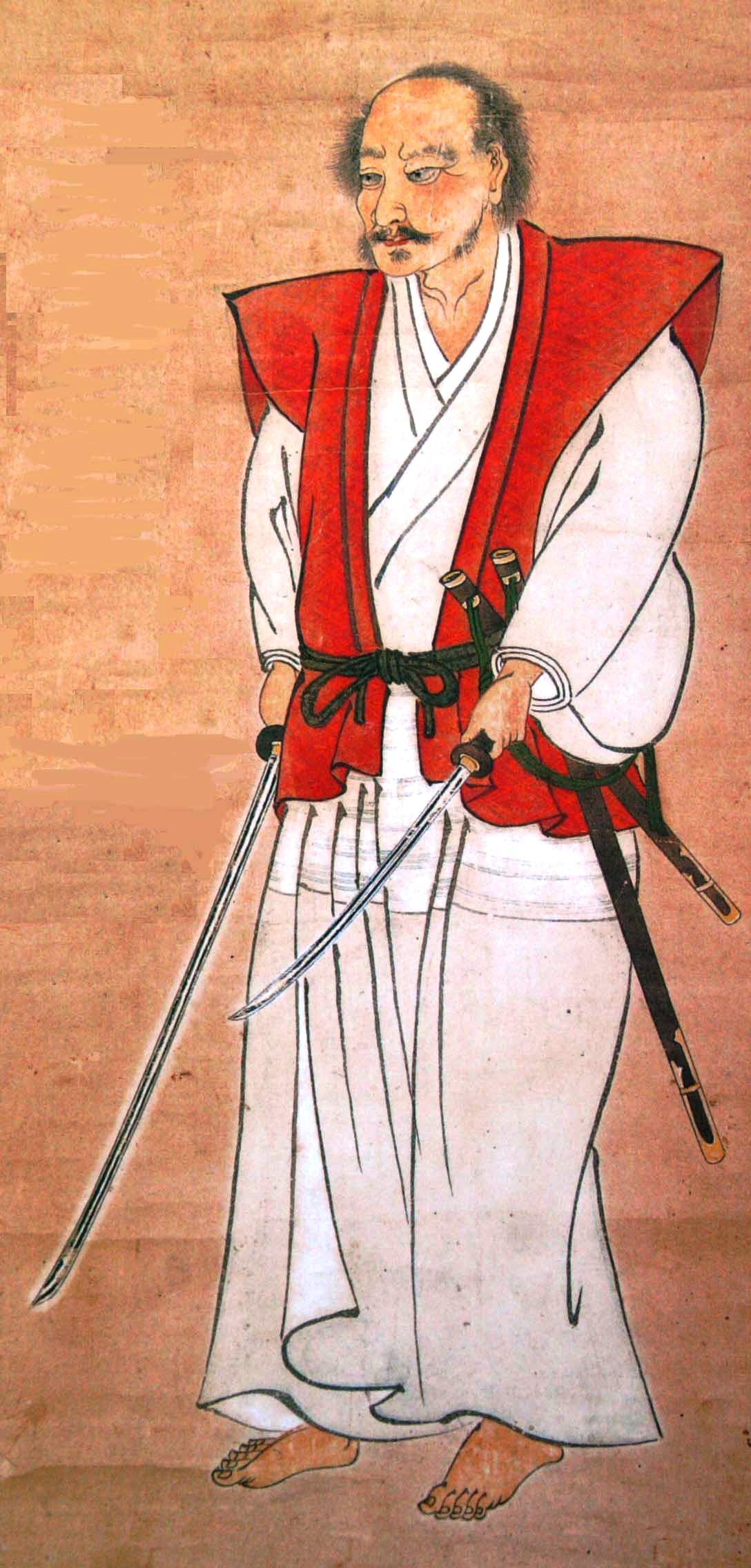
Miyamoto Mushashi. Autoretrat.

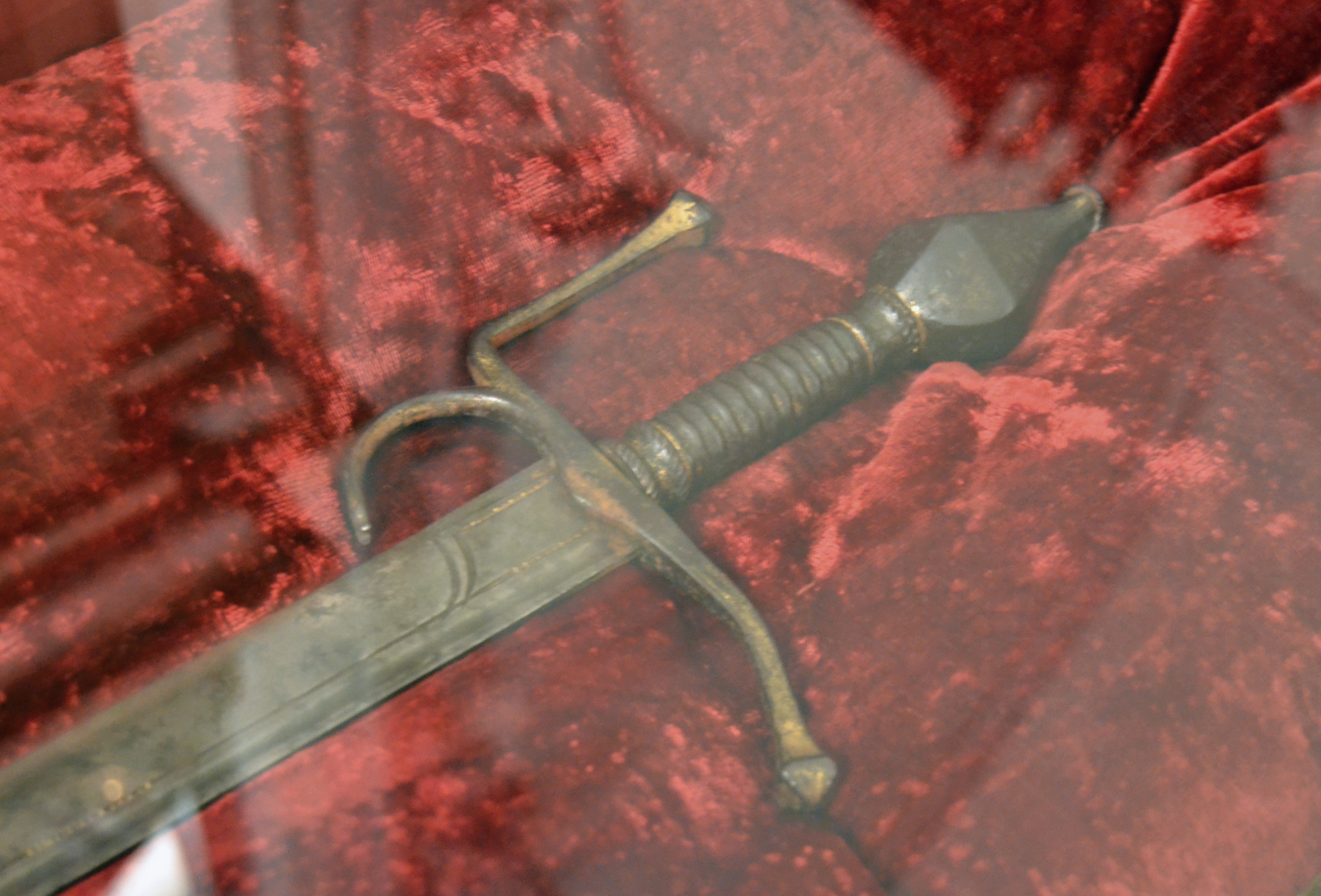
Mantí de l'espasa de Jaume I de València.

- 1474. El mestre d'esgrima mallorquí Jaume Ponç fou autor d'un tractat publicat a Perpinyà, considerat desaparegut.[49][50][51][52]
  - La pèrdua aparent de l'obra de Jaume Pons és molt estranya. Hi havia un manuscrit a la Biblioteca del Escorial l'any 1931.[53][54]

| « | 239. Maestro Ponce. Arte de esgrima, en lengua lemosina, con hermosas figuras y letras de oro. v. D. 1. 1. P. 9. Ms. H. I. 5, fols. 176 v. y 207 r. | » |
| — Catálogo de los manuscritos catalanes, valencianos, gallegos y portugueses de la biblioteca de El Escorial / Fr. Julián Zarco Cuevas. Pàgina 164. | |   |

- 1478. Referències de l'espaser Julian del Rei. Relacionat amb les famoses espases amb la marca del "perrillo" (suposadament un gos estilitzat), es diu que fou un armer musulmà que es va convertir al cristianisme apadrinat per Ferran el Catòlic. Va treballar a Saragossa i Toledo.[55]
- 1493. En el segon viatge de Cristòfol Colom a Amèrica, hi viatjava un espaser de Barcelona: Anton de Barcelona.[56]
- 1509. Noces de Caterina d'Aragó i Enric VIII d'Anglaterra. Espases de l'armeria de Saragossa obsequiades al rei anglès.[57]
- 1510. Modificació de les ordinacions del gremi dels mestres d'esgrima de Barcelona.[58][59]
- 1517. Superioritat de l'espasa sobre altres armes en les guerres d'invasió dels espanyols (?) contra els nadius americans a la Florida.[60]
- 1522. Espasa d'Ignasi de Loiola ofrenada a la Mare de Déu de Montserrat. La fulla era de Toledo i estava marcada G.O.N.Ç.A.L.O S.I.M.O.N E.N T.[61]
- 1525. Batalla de Pavia. Francesc I de França va lliurar la seva espasa a Joan Aldana, natural de Tortosa.[62][63]
- 1540. "Pirotechnia", obra de Vannoccio Biringuccio, armer de Siena. Entre altres temes tracta d'algunes mines de ferro i la reducció de la mena en una farga amb manxes.[64]
- c.1541. Espasa de Francisco Pizarro, fabricada a València per l'armer Mateo Duarte.[65]
- 1544. Sabre de cacera d'Enric VIII d'Anglaterra decorat per Diego Çaias.[66]
- 1546.Georgius Agricola (nom llatinitzat de Georg Bauer). Obra "De Natura Fossilium" que tracta de mineralogia. Parla de regions exportadores de ferro i de la zona de Noricum (actual Steyr a Àustria) que produïa acer per la qualitat del mineral. En altres indrets (Bilbao, Turassio a Espanya i Como a Itàlia) l'acer es "fabricaria" per la qualitat de les aigües.[67]
- 1547. Esmentada l'espasa anomenada "de Sant Martí".[68] (Vegeu any 1370)
- 1547. Llei acordada sobre la llargària màxima de les fulles d'espasa de Mallorca,València i Catalunya.[69][70][71]
- 1570. Espasers de Toledo.[72]

| « | Según práctica establecida en la ciudad imperial, los maestros espaderos para ejercer su profesión se matriculaban en el registro del ayuntamiento, donde constaban asimismo las marcas de que cada cual hacia uso para distinguir los productos de su industria; y el mas antiguo de dichos espaderos que aparece inscrito en el registro, es Alonso Sahagun el viejo, que vivia por los años de 1570, y sus espadas marcadas con una S y una corona dentro de un escudo particular, son objeto de grande estima en todas las armerías de Europa. | » |
| — Memoria sobre la teoria y fabricación del acero en general, y de su aplicación a las armas blancas. Claudio del Fraxno y Palacio. | |   |

- 1599. El papa Climent VIII va obsequiar amb una espasa de Solingen el rei Enric IV de França.[73]
- 1611. Definició antiga de cinquedita. (“Cinquedita: a weapon but five fingers long used in Venice”. Semblant a un sgian dubh. La definició moderna de Cinquedea és, probablement, errònia.).[74][75]
- 1620. Ferro meteòric al Panjab. Barrejat amb una tercera part de ferro normal permeté forjar un sabre, una daga i un ganivet per a l'emperador Jahangir.[76][77]
- 1645. Miyamoto Musashi, en "El llibre dels cinc anells" (Go-rin no sho), descriu una nova esgrima japonesa amb dues espases (katana i wakizashi).[78]
- 1666. Despenjada una de les espases de Jaume el Conqueridor de la Sala Capitular de la ciutat de València, que havia estat corbada gairebé formant un cercle durant 390 anys, l'espasa va recuperar la forma original recta. Indicant una forja i un tremp excepcionals.[79]
  - Sabin Berthelot va observar i admirar l'espasa de Jaume I.[80]
- 1697. Prohibits a Nàpols dues menes de coltells: “…l'uno di Santo Domenico, e altro alla Catalana…”.[81]

### 1700-1950
- 1742."Dictionnaire Universel De Commerce", Jacques Savary des Bruslons,Philémon-Louis Savary. Denominació francesa de les fulles compostes amb ànima de ferro i exterior d'acer ("lame d'ettofe").[82]
- 1750. Notícies sobre la mina de "hierro barnizado" o "hierro" helado de Mondragón.[83]
- 1760. Carles III d'Espanya encarrega a Luís de Urbina, coronel d'infanteria, un informe sobre les fàbriques d'espases de Toledo, València, Saragossa i Barcelona (en estat precari) per tal d'establir una nova fàbrica a Toledo.
- 1761."Fábrica de armas blancas de Toledo", creada per decret de Carles III d'Espanya. La va organitzar i dirigir el mestre espaser valencià Lluís Calisto, contractat expressament.[84]
- 1766. Motí de Squillace ("Esquilache" en castellà).
- 1772. Henry Knock fou el fundador d'una companyia que fabricava armes. La va llegar al seu encarregat James Wilkinson, fabricant de les famoses espases i sabres.[85]
- 1772. Reglament per als presidios de Califòrnia. Detalls de l'espasa ampla i de la llança.[86][87]
- 1781-1782. Per a l'armament del Presidio de Santa Bárbara (Califòrnia) es desestimen les espases de Toledo i es demanen espases alemanyes, valencianes o de Barcelona, més adequades per a tasques militars.[88] Segons informe de Felipe de Neve (traduït a l'anglès per Richard S. Whitehead):”... Uniforms are in deplorable shape due to the fact that supply ships have not arrived. Much of the equipment is defective. Safeties on the pistols are inoperative and swords of Toledo steel are tempered so high that they could break into pieces if used carelessly”. (Traducció: “Les espases de Toledo están tan trempades que poden trencar-se a trossos si s'usen descuradament”).[89]

- 1782. William Bowles."Introducción a la historia natural y á la geografía física de España". Amb notícies sobre la fabricació d'espases a Espanya.[90]
- 1793-1795. Guerra Gran. Es tornen a fabricar armes a Catalunya.[91]
- 1798.Historia de la economía política de Aragón. Ignacio Jordán de Assó y del Río. Parla de les espases de Saragossa.[92]
- 1804. James Wilkinson.[93]
- 1844. Henry Wilkinson.[94]
- 1849. "Guía general de Barcelona"; Manuel Saurí i Crespí, José Matas. Descriu l'espasa del gremi d'espasers de Barcelona (60 polzades de llarg, 24 polzades a la creuera), que exigia un homenàs (un "sant Pau") per a dur-la en desfilades.[95]
- 1851. Espasa de Toledo (del mestre Manuel de Ysasi) presentada a la Great Exhibition de Londres. Es podia desenbeinar i enbeinar en una beina gairebé circular.[96]
- 1856. Detalls de la fabricació d'espases (segons la Fàbrica de Toledo).[97]
- 1865.Henry George O'Shea. "A guide to Spain". Llista d'espases de l'Armeria del Palau Reial de Madrid (en l'època de la publicació de l'obra).[98]
- 1907. Espasa anomenada “espada-sable” Puerto Seguro.[99]
- 1943. Espasa de Stalingrad.

### 1950-2050
- 2023. Descobriment de quatre espases romanes en molt bon estat de conservació.[100]